# Adolfo Millabur
Adolfo Nonato Millabur Ñancuil, més conegut com a Adolfo Millabur, (Tirúa, regió del Bío-Bío, Xile, 30 d'agost de 1966) és un polític maputxe lafkentxe xilè. Va exercir de batlle de la seva ciutat natal durant cinc períodes consecutius (1996-2004 i 2012-2021), sent així el primer batlle d'origen maputxe de la Història de Xile. El 2021 va ser electe per a la Convenció Constituent xilena en un dels escons reservats al poble maputxe.

## Carrera política
L'any 1992, va ser escollit regidor de la comuna de Tirúa, a la província d'Arauco, regió del Bío-Bío, República de Xile. Malgrat que en aquestes eleccions va obtenir la primera majoria com a candidat a alcalde independent, la legislació electoral de l'època li va impedir ocupar l'escó de cap comunal. Com a regidor, l'any 1996 es va tornar a postular com a batlle, càrrec que va aconseguir i va mantenir fins al 2004. D'aquesta forma va ser el primer alcalde maputxe de la Història de Xile.
A mitjans dels anys 1990 va iniciar, al costat d'altres joves i dirigents de la zona de la província d'Arauco i la regió de l'Araucania, diferents accions organitzades entorn als problemes que la Llei de pesca estava provocant a les comunitats maputxe lafkentxe. Aquestes mobilitzacions van acabar conformant la Identitat Territorial Lafkentxe, organització dedicada a la defensa de l'autonomia del poble maputxe, la recuperació dels territoris i la defensa de la costa.
L'any 2012 va tornar a ser escollit batlle de Tirúa. Entre les acaballes de 2019 i el 2020 va participar en la mesa de reforma constitucional que va aconseguir instaurar 17 escons reservats pels pobles originaris. El 8 de gener de 2021 va renunciar al càrrec, prèvia sol·licitud a la Identitat Territorial Lafkentxe, per a esdevenir candidat a la Convenció Constitucional xilena pels escons reservats als pobles originaris. Dins dels escons reservats als maputxes va aconseguir la tercera majoria nacional, per darrere de la machi (autoritat espiritual maputxe) Francisca Linconao i Natividad Llanquileo; transformant-se així en l'únic home a la Convenció Constituent amb una plaça electa reservada als indígenes, sense necessitat de recórrer a la correcció pel principi de paritat.

## Vida personal
Està casat amb Sandra Ibarra i té un fill viu, ja que el seu altre fill, Licán Millabur Ibarra, va ser trobat mort a casa seva, el març de 2019, a les rodalies del llac Lleulleu, amb senyals d'haver comès suïcidi a l'edat de 24 anys.